# Rio Cilik Dere
O Rio Cilik Dere é um rio da Romênia, afluente do Rio Teliţa, localizado no distrito de Tulcea.